# Никифор Максимовић
Никифор Максимовић (Јежевица, 12. јануар 1788 — Манастир Сретење, 28. фебруар 1853) је био ужички владика од 1831. - 1853. године.

## Животопис
Рођен је почетком 1788. године у селу Јежевици, среза црногорског, у округу ужичком. Родитељи су му били: отац Максим и мајка Госпава. Књигу је "учио" у манастиру Каменцу, Морачи и Св. Тројици, а грчки језик у манастиру Раковици.
Замонашен је 12. јануара 1808. године. За ђакона и презвитера рукоположио га је митрополит београдски Леонтије. Послије рукоположења био је сабрат манастира Никоља. Касније прелази у манастир Сретење, где је прво јеромонах па архимандрит. Обновио је овчарско-кабларске манастире Преображење и Сретење (1818). Крајем новембра 1830. године београдски митрополит Антим произвео га је за архимандрита манастира Сретење. За владику ужичког рукоположен је у Цариграду 19. јула 1831. године. Исте године је владичанско средиште премјестио из Ужица у Чачак. Већ идуће године октобра месеца био је присиљен да из политичких разлога напусти своје владичанство и пређе у Црну Гору. Будући да је Цетињска митрополија била упражњена, владика Никифор је, на молбу младог архимандрита Петра Петровића Његоша, рукополагао свјештеничке кандидате у светим обитељима (манастирима) гдје је боравио. На позив кнеза Милоша и његовог брата Јована, владика Никифор се 1833. године вратио у своје владичанство. У Чачку је подигао 1837. године владичански двор.
Посебну пажњу је посвећивао манастиру Сретењу, коме је поклонио иконостас, подигао конак, а такође и друге зграде. Колико се старао о Сретењу свједочи и то да је 1845. године наручио да се манастир прикаже на бакрорезу, који је морао бити и описиван. Владика Никифор је помагао школовање сиромашних младића, подизање школа и издавање српске књиге. Године 1846. изабран је за члана Дружтва Србске Словесности. Сахрањен је гдје је и умро, у манастиру Сретење.

## Његош и владика Никифор
У вријеме док је Његош још био на челу Цетињске митрополије у чину архимандрита, у Црну Гору је из Србије дошао владика Никифор Вукосављевић - Максимовић. Њега је Његош замолио да се прихвати образовања свјештеничких кандидата и да их потом рукоположи. Владика Никифор је тако у светој обитељи Брчели, од половине 1832. године до половине 1833. године, водио црмничку клирикалну школу (која би се прије могла назвати вишемјесечним курсом). Из ње касније настаје четврта основна школа у Црној Гори четрдесетих година 19. вијека.

Када се владика Никифор Максимовић вратио из Црне Горе у Чачак донео је као дар од Његоша Вуков каледнар Даницу за 1826. г., у коме је Вук зналачки описивао овчарско-кабларске манастире, међу којима и манастир Сретење, Никифорову задужбину (на 29. страни тог календара Вук спомиње и Никофора због чега му је Његош и поклонио тај календар). На првој страници тога календара који се налази у библиотеци Сретења, Његош је уз посвету: Добром христијанину и учитељу г-д Преосвјашченом ужичком еп. Никифору, О Ђурђевудне. На Ловћену љета 1833. ставио умјесто потписа сљедеће стихове: 
Име ми је Вјерољуб, Презиме ми Родољуб. Црну Гору, родну груду Камен паше одасвуду. Српски пишем и зборим Сваком громко говорим: Народност ми Србинска, Ум и душа Славјанска.
Испод ове Његошеве посвете владика Никифор је додао: 
Ко се попо на вр Ловћена Нек пребива онђела. С Његошем се туне ближе неба И сунце које нам свима треба. епископ Никифор М.
Вукова Даница за 1826. није имала претплатнике из Србије (што се види на крају календара) док се из Аустрије пријавио већи број људи. Због тога је Никифор могао да не зна за њу, иако се у њој говорило о њему. Према томе разумљиво је зашто је Његош поклонио Никифору овај примјерак календара, и мора да је тај поклон био драг Никифору када га је дуго чувао, а чуван је дуго у манастирској библиотеци.

Ову посвету је први објавио прота Милисав Д. Протић у Гласнику СПЦ, 1963. године. Између осталога је написао 
На првој празној страни тога календара који се налази у библиотеци манастира Сретења... На ово нас поред горње Његошеве посвете епископу Никифору, која је све до сада остала непозната нашој јавности, нагони и жеља да се овој озбиљној и захвалној теми приђе, јер Његош то нарочито и заслужује.
Неки савремени етнички (несрпски) Црногорци (Новак Аџић) одбацују ову посвету као фалсификат, јер та посвета у научним круговима није објављена фототипски, нити је извршена анализа да ли се заиста ради о Његошевом рукопису. Иако још није објављена фототипски, по научним стандардима, то није доказ да се ради о фалсификату, посебно ако се зна да је Његош имао српску националну свијест, која је неспорна у његовим бројним дјелима.

## Вук Стефановић Караџић о Никифору
Владика Никифор је био више пута скупљач претплате за Вукова књижевна дела у Чачку. Пишући о манастиру Сретење Вук је записао : 
Кад је овај намастир најприје грађен, не зна се, и био је пуст одавно, па га сад (1818) поновио онај исти Никифор (родом из Ужичке наије, из села Јежевице), који је и Преображеније поновио... осим што је овај прави калуђер и љубитељ отачаства свога... Он је у Преображенију 1814... стекао неколико хиљада гроша: Па, вели, станем мислити шта ћу чинити са оволиким новцима? Да идем на Јерусалим, и да дам новце, да се њима поправљају и красе цркве и намастири по туђим земљама, нећу! боље и је на таково што у нашој земљи употребити. И тако отиде те понови Сретеније.

## Галерија
- Манастир Сретење (Овчар) у којем је сахрањен владика Никифор
- Гроб и портрет Никофора Максимовића у цркви свете обитељи Сретење
- Портрет владике Никифора
- Надгробна плоча
- Конак и двориште